# Gediz
Gediz (turecky Gediz Nehri) je řeka na západě Turecka v provinciích Kütahya, Manisa a İzmir. Je 341 km dlouhá. Povodí má rozlohu 17 500 km².

## Průběh toku
Pramení v západní části Anatolské vysočiny v oblasti hřbetu Murat. Převážnou část toku teče v mezihorské kotlině k severu, od hřbetu Bozdaglar. Ústí do Smyrenského zálivu Egejského moře.

## Vodní stav
Zdroj vody je převážně dešťový, na horním toku také sněhový. Maxima dosahuje v zimě a na podzim. V létě průtok výrazně klesá.

## Využití
V místě, kde opouští hory byla vybudována přehradní nádrž Demirköprü s vodní elektrárnou. Využívá se také na zavlažování.